# Go Min-si
Ko Min-shi (Hangul: 고민시, sinh ngày 15 tháng 2 năm 1995), hay còn được biết đến với cái tên Go Min-si, là một nữ diễn viên, người mẫu và đạo diễn Hàn Quốc do Mystic Story Entertainment quản lý. Cô được biết đến với các vai diễn nổi bật trong Thế giới ma quái, Cảnh báo tình yêu.

## Tiểu sử
Go Min-si sinh ngày 15 tháng 2 năm 1995 tại Daejeon, Hàn Quốc. Cô tốt nghiệp trường Trung học Yale Beauty, sau đó làm công việc tổ chức đám cưới. Vì muốn theo đuổi đam mê diễn xuất, Go Min Si chuyển đến Seoul để biến ước mơ của mình thành hiện thực. Trải qua nhiều cuộc thử giọng nhưng đều bị loại cô đã quyết tâm làm nên bộ phim ngắn cho riêng mình.

## Sự nghiệp
Go Min-si lần đầu được biết đến với vai trò đạo diễn trong bộ phim Parallel Novel năm 2016 mà cô viết kịch bản, đóng vai chính. Nhờ bộ phim này cô đã giành được Giải thưởng lớn trong Liên hoan phim 3 phút SNS lần thứ 4. Cùng năm cô trở nên nổi tiếng khi xuất hiện trong web drama 72 seconds (mùa 3) và MV ' Sign ' của Thunder.
Năm 2017, cô tham gia bộ phim Absolutely Perfect Man, cô cũng đã xuất hiện trên truyền hình trong bộ phim lịch sử My Sassy Girl  trước khi xuất hiện trong bộ phim thanh niên Hello, My Twenties! 2 và trong bộ phim giả tưởng Meloholic.
Năm 2018, Go Min-si xuất hiện với vai trò khách mời trong bộ phim truyền hình Welcome to Waikiki và Live. Cô cũng tham gia vào dàn diễn viên của Forgotten Season, đây là loạt phim thứ hai trong mùa thứ chín của KBS Drama Special, và Ánh cười chẳng còn vương mắt em. Cô xuất hiện trong bộ phim Bẫy tình yêu (bộ phim được chuyển thể từ bộ truyện cùng tên) và bộ phim hành động The Witch: Part 1. The Subversion. Sau đó, cô được đề cử cho giải thưởng Nữ diễn viên phụ xuất sắc nhất tại Lễ trao giải Grand Bell lần thứ 55 và cô đã giành được giải Ngôi sao được yêu thích tại Lễ trao giải Ngôi sao xuất sắc nhất Hàn Quốc lần thứ 7.
Năm 2019, cô đảm nhận vai Hwaja, em gái của nhân vật chính, trong bộ phim hành động thời kỳ Hàn - Nhật The Battle: Roar to Victory. Sau đó, cô đã nhận một vai phụ trong loạt phim Cảnh báo tình yêu của Netflix. Cô cũng xuất hiện trong loạt phim truyền hình kinh dị Secret Boutique mà cô đã giành được Nữ diễn viên mới xuất sắc nhất tại Giải thưởng Phim truyền hình SBS năm 2019.
Năm 2020, cô xuất hiện trong KBS Drama Special The Reason Why I Can't Tell You trong bộ phim truyền hình Set Play  và trong loạt phim Sweet Home (chuyển thể từ webtoon cùng tên) của Netflix.
Năm 2021, cô nhận vai chính trong bộ phim Youth of May và xuất hiện trong loạt phim hành động kỳ bí Mount Jiri - tái hợp cô với đạo diễn Lee Eung-bok sau Sweet Home Cô sẽ đóng vai chính trong bộ phim sắp tới mang tên Smuggler , dự kiến quay vào tháng 6 năm 2021.

## Các tác phẩm phim

### Phim điện ảnh
| Năm  | Tên phim                          | Vai diễn     | Ghi chú    |
| ---- | --------------------------------- | ------------ | ---------- |
| 2018 | Cheese in the Trap                | Nữ phụ       |            |
| 2018 | The Witch: Part 1. The Subversion | Do Myung-hee |            |
| 2019 | The Battle: Roar to Victory       | Hwa-ja       |            |
| 2020 | Set play                          | Yoo-sun      |            |
| 2021 | Smuggler                          |              | Chưa chiếu |

### Phim truyền hình
| Năm       | Tên phim                        | Đài     | Vai diễn      | Bạn Diễn               | Ghi chú                                     |
| --------- | ------------------------------- | ------- | ------------- | ---------------------- | ------------------------------------------- |
| 2017      | My Sassy Girl                   | SBS     | Seon-kyeong   |                        |                                             |
| 2017      | Hello, My Twenties! 2           | JTBC    | Oh Ha-na      |                        |                                             |
| 2017      | Meloholic                       | OCN     | Joo Yeo-jin   |                        |                                             |
| 2018      | Welcome to Waikiki              | JTBC    | Lee Min-ah    |                        |                                             |
| 2018      | Live                            | tvN     | Oh Song-i     |                        |                                             |
| 2018      | Drama Special                   | KBS2    | Choi Ji-yeong |                        | Tập phim: "Forgotten Season"                |
| 2018      | Ánh cười chẳng còn vương mắt em | tvN     | Im Yoo-ri     |                        |                                             |
| 2019-2021 | Cảnh báo tình yêu               | Netflix | Park Gul-mi   | Kim So Hyun, Song Kang |                                             |
| 2019      | Secret Boutique                 | SBS     | Lee Hyeon-ji  |                        |                                             |
| 2020      | Drama Special                   | KBS2    | Seo Yoon-chan |                        | Tập phim: "The Reason Why I Can't Tell You" |
| 2020      | Sweet home                      | Netflix | Lee Eun-yoo   | Song Kang, Lee Do-hyun |                                             |
| 2021      | Youth of may                    | KBS2    | Kim Myung-hee | Lee Do-hyun            |                                             |
| 2021      | Bí Ẩn Núi Jiri                  | tvN     | Lee Da-won    |                        |                                             |
| 2022      | Tình Yêu Tái Sinh               |         | Kim Hwa Ni    | Lee Do-hyun            |                                             |
| 2023      | Alone in the Woods              |         | Yoo Seong-ah  |                        | Chưa chiếu                                  |

### Phim chiếu mạng
| Năm  | Tên phim               | Kênh          | Vai diễn | Ghi chú            |
| ---- | ---------------------- | ------------- | -------- | ------------------ |
| 2016 | Parallel Novel         |               | Nữ chính | Đạo diễn, kịch bản |
| 2016 | 72 Seconds: Season 3   | 72 Seconds TV | Remember |                    |
| 2017 | Absolutely Perfect Man | Naver TV Cast | Hannah   |                    |

### Video âm nhạc
| Năm  | Tên bài hát                | Ca sĩ        |
| ---- | -------------------------- | ------------ |
| 2016 | "Sign" (feat. Goo Hara)    | Thunder      |
| 2021 | "Make Love" (Feat. Zion.T) | Gray (ca sĩ) |

## Giải thưởng
| Lễ trao giải                  | Năm  | Hạng mục                         | Tác phẩm                                        | Kết quả   |
| ----------------------------- | ---- | -------------------------------- | ----------------------------------------------- | --------- |
| Three Minutes Film Festival   | 2016 | Giải thưởng lớn                  | Parallel Novel                                  | Đoạt giải |
| Korea Best Star Awards        | 2018 | Giải thưởng Ngôi sao nổi tiếng   | The Witch: Part 1. The Subversion               | Đoạt giải |
| Grand Bell Awards             | 2018 | Nữ phụ xuất sắc nhất             | The Witch: Part 1. The Subversion               | Đề cử     |
| SBS Drama Awards              | 2019 | Nữ diễn viên mới xuất sắc nhất   | Secret Boutique                                 | Đoạt giải |
| KBS Drama Awards              | 2020 | Nữ diễn viên chính xuất sắc nhất | Drama Special – The Reason Why I Can't Tell You | Đề cử     |
| Asian Academy Creative Awards | 2021 | Nữ phụ xuất sắc nhất             | Sweet Home                                      | Đề cử     |
| Asia Contents Awards          | 2021 | Nữ diễn viên mới xuất sắc nhất   | Sweet Home                                      | Đoạt giải |
| KBS Drama Awards              | 2021 | Best Couple Awards               | Youth of May                                    | Đoạt giải |
| KBS Drama Awards              | 2021 | Nữ diễn viên xuất sắc            | Youth of May                                    | Đoạt giải |